# Vaasan Palloseura
Maillots
Actualités
Le Vaasan Palloseura, également appelé VPS, est un club de football finlandais, situé à Vaasa.

## Bilan sportif

### Palmarès
- Championnat de Finlande
  - Champion : 1945, 1948

- Coupe de Finlande
  - Finaliste : 1972

- Coupe de la Ligue finlandaise
  - Vainqueur : 1999 et 2000
  - Finaliste : 1997 et 2014

- Championnat de Finlande de deuxième division
  - Champion : 2021

### Bilan européen
Note : dans les résultats ci-dessous, le score du club est toujours donné en premier
| Saison    | Compétition      | Tour              | Club               | Domicile | Extérieur | Total |
| --------- | ---------------- | ----------------- | ------------------ | -------- | --------- | ----- |
| 1998-1999 | Coupe UEFA       | Premier tour Q    | HB Tórshavn        | 0 - 2    | 4 - 0     | 4 - 2 |
| 1998-1999 | Coupe UEFA       | Deuxième tour Q   | Grazer AK          | 0 - 0    | 0 - 3     | 0 - 3 |
| 1999-2000 | Coupe UEFA       | Tour préliminaire | St Johnstone FC    | 1 - 1    | 0 - 2     | 1 - 3 |
| 2014-2015 | Ligue Europa     | Premier tour Q    | IF Brommapojkarna  | 2 - 1    | 0 - 2     | 2 - 3 |
| 2015-2016 | Ligue Europa     | Premier tour Q    | AIK Solna          | 2 - 2    | 0 - 4     | 2 - 6 |
| 2017-2018 | Ligue Europa     | Premier tour Q    | Olimpija Ljubljana | 1 - 0    | 1 - 0     | 2 - 0 |
| 2017-2018 | Ligue Europa     | Deuxième tour Q   | Brøndby IF         | 0 - 2    | 2 - 1     | 2 - 3 |
| 2024-2025 | Ligue Conférence | Premier tour Q    | Žalgiris Vilnius   | 1 - 2    | 0 - 1     | 1 - 3 |

Légende
- Victoire ou qualification pour le tour suivant
- Match nul
- Défaite ou élimination de la compétition

## Anciens joueurs
- Jussi Jääskeläinen
- Henri Sillanpää
- Veli Lampi
- Tim Sparv
- Juha Reini
- Janne Hietanen